# 馬源蟲性腦脊髓炎

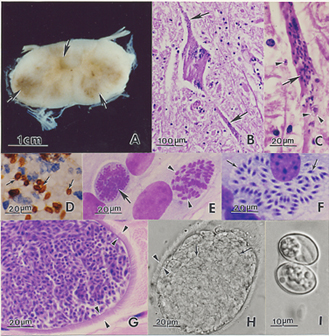
顯微鏡下的馬源蟲

馬源蟲性腦脊髓炎（英文：Equine protozoal myeloencephalitis，簡稱：EPM）為馬科動物因寄生蟲而感染的疾病。一般感染的主要以中樞神經系統為主。此寄生蟲主要都在美洲從北美至南美都有案例。最早為1960年代在美國肯塔基州被發現的。負鼠則為此寄生蟲的最終宿主。
30-60%的美國馬匹在血清型裡都為陽性，表示曾接觸過寄生蟲，但不一定有顯示症狀。有些地方只有1%的馬匹會顯示症狀。

## 症狀
95%症狀為脊髓感染，5%為腦部感染。馬有可能會跛。